# Tamara Garbajs
Tamara Garbajs (Zagreb, 13. studenoga[nedostaje izvor] 1976.) hrvatska je kazališna, televizijska i filmska glumica.

## Filmografija

### Televizijske uloge
- "Novo doba" kao Goga (2002.)
- "Ljubav u zaleđu" kao Lana Gruden (2005. – 2006.)
- "M(j)ešoviti brak" kao Dijana (2006.)
- "Obični ljudi" kao Ema Knez (2006. – 2007.)
- "Zakon ljubavi" kao Ivana Babić (2008.)
- "Larin izbor" kao Vjera Dijak (2011. – 2013.)
- "Stella" kao Barbara Ban (2013.)
- "Zora dubrovačka" kao Sonja Župan (2013. – 2014.)
- "Vatre Ivanjske" kao Gina (2014. – 2015.)

### Filmske uloge
- "Zagorje, dvorci" (1997.)
- "Četverored" kao Magdalena (1999.)
- "Holding" kao pjevačica (2001.)
- "Polagana predaja" kao manekenka (2001.)
- "Milost mora" kao izbjeglica (2003.)
- "Kao u lošem snu" (2003.)
- "Čitulja za Eskobara" kao Lela (2008.)

## Vanjske poveznice
- Tamara Garbajs u internetskoj bazi filmova IMDb-u (engl.)
- Intervju s glumicom  Arhivirana inačica izvorne stranice od 14. lipnja 2011. (Wayback Machine)